# 拉里扬和米南
拉里扬和米南（法語：Larians-et-Munans，法語發音：[laʁjɑ̃ e mynɑ̃]）是法国上索恩省的一个市镇，属于沃苏勒区。

## 地理
拉里扬和米南（47°24'57"N, 6°14'9"E）面积2.5 平方千米，位于法国勃艮第-弗朗什-孔泰大區上索恩省，该省份为法国东部内陆省份，北起顺时针与孚日省、贝尔福地区省、杜省、汝拉省、科多尔省和上马恩省接壤。
与拉里扬和米南接壤的市镇（或旧市镇、城区）包括：莫桑、桑德雷、弗拉热里涅、奥朗、卢朗-韦尔尚。
拉里扬和米南的时区为UTC+01:00、UTC+02:00（夏令时）。

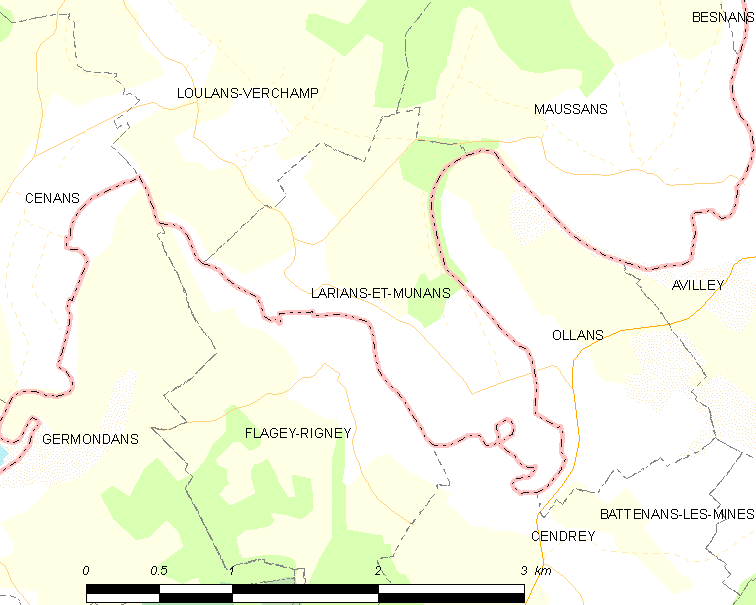
拉里扬和米南的OSM定位图

## 行政
拉里扬和米南的邮政编码为70230，INSEE市镇编码为70296。

## 政治
拉里扬和米南所属的省级选区为里奥县。

## 人口

1962-2008年间拉里扬和米南人口变化图示

拉里扬和米南于2022年1月1日时的人口数量为280人。